# (39417) 1100 T-2
1100 T-2 (asteroide 39417) é um asteroide da cintura principal. Possui uma excentricidade de 0.08441360 e uma inclinação de 9.36503º.
Este asteroide foi descoberto no dia 29 de setembro de 1973 por Cornelis Johannes van Houten e Ingrid van Houten-Groeneveld e Tom Gehrels em Palomar.